# Homblières
Homblières is een gemeente in het Franse departement Aisne (regio Hauts-de-France). De plaats maakt deel uit van het arrondissement Saint-Quentin. Homblières telde op 1 januari 2022 1.425 inwoners.
Homblières is gelegen 5 km ten noorden van de stad Saint-Quentin (70.000 inwoners). Homblières is sterk georiënteerd op de landbouw, met productie van suikerbieten en granen. Het dorp wordt doorsneden door de departementale weg. Aan de rand van het dorp ligt een kleine camping. Aan het einde van de Eerste Wereldoorlog is een wapenstilstand afgesloten in een behouden woning.

## Geografie
De oppervlakte van Homblières bedroeg op 1 januari 2022 14,29 vierkante kilometer; de bevolkingsdichtheid was toen 99,7 inwoners per km².
De onderstaande kaart toont de ligging van Homblières met de belangrijkste infrastructuur en aangrenzende gemeenten.

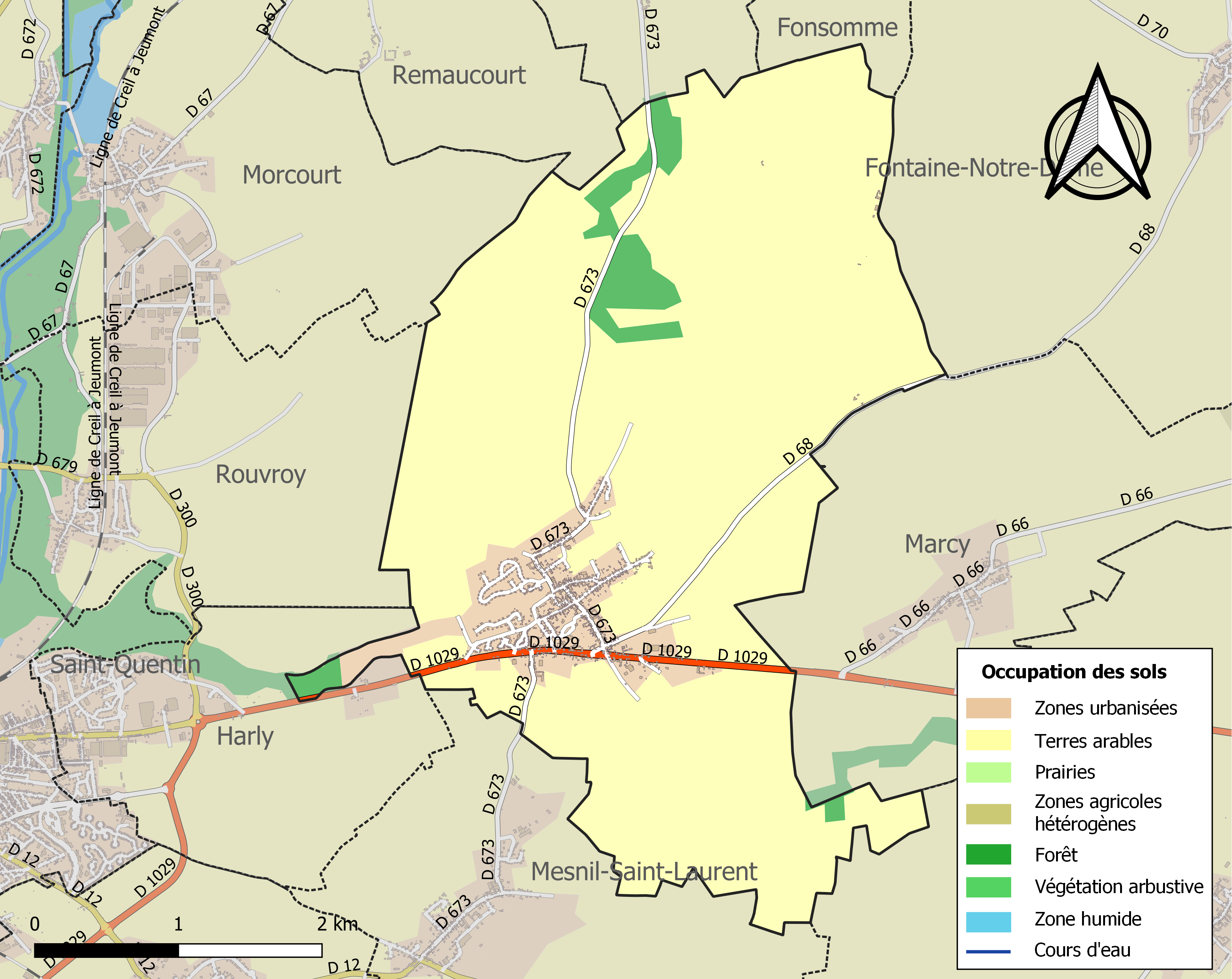

## Demografie
Onderstaande figuur toont het verloop van het inwonertal (bron: INSEE-tellingen).
Vanwege een beveiligingsprobleem met de MediaWiki Graph-software is het momenteel niet mogelijk deze grafiek weer te geven. Zodra de software is bijgewerkt zal de grafiek vanzelf weer zichtbaar worden.